# 小山清茂
小山清茂（1914年1月15日—2009年6月6日），日本作曲家，其音樂作品經常帶有日本神樂與祭囃子的動機。

## 生平
出生於長野縣更級郡信裡村（現長野市）。因為老家位於深山中的緣故，小山清茂小時候並沒有接觸任何西洋音樂。對他小時候影響最大的的音樂，主要為村中祭典的音樂，以及村民們即興演唱的歌謠。上小學的高年級時，他接觸了村附近的陸軍戶山學校軍樂隊，這些音樂在他的心中留下來了非常強烈的印象。1933年，畢業於長野師範學校后，他以教師的身份在長野縣內任教，並同時開始學習作曲。1939年至1943年，小山清茂師從安部幸明。在此期間，他又任豐島區長崎第五國民學校的勤務人員（1941年）以及東京都教員管弦樂團的長笛演奏員。在擔任演奏員的同時，他又熟識了東京都教員管弦樂團的指揮渡邊浦人，并借此機會熟悉了管弦樂團裡的各種樂器以及音色。1946年，小山以管弦樂作品《信濃囃子》奪得日本第十四回音樂大賽的第一名，從此開始，他的技法也漸漸地成熟了起來。1950年，小山清茂與渡邊浦人、渡邊茂、平井康三郎、山本直忠、金井喜久子、石井五郎共同創立了“白濤會”，又與1956年與深井史郎和貴島清彥創立了“新音樂集團”——前者的目的主要是以日本的主題作曲，而後者的目的則是用日本的民族音樂語言來創造新的音樂作品。1969年起擔任神戶山手女子短期大學的教授。1971年，與中西覺創立了“田螺作曲集團”（たにしの会），以用來整理與研究日本音樂的調式與和聲。1981年起與作曲家柴田南雄共同擔任尚美音樂短期大學的作曲系教授。1986年起任職于國立音樂大學的音樂研究所。小山清茂同時還是日本作曲家協議會的會員。雖然小山是一名民族主義者，但是他從三十歲——即日本帝國主義統治結束之後，才開始正式的作曲生涯。

## 代表作

### 舞臺音樂
- 音樂劇《楢山節考》（楢山節考，1959年）
- 歌劇《山椒大夫》（山椒大夫，1972年）

### 管弦樂與銅管樂作品
- 《“信濃囃子”，為管弦樂而作》（管弦楽のための信濃囃子，1946年）
- 《“木挽歌”，為管弦樂而作》（管弦楽のための木挽歌，1957年）
- 《交響組曲“能面”》（交響組曲「能面」，1959年）
- 《為管弦樂而做的鄙歌（第一號）》（管弦楽のための鄙歌第1番，1976年）
- 《為管弦樂而做的鄙歌（第二號）》（管弦楽のための鄙歌第2番，1978年）
- 《為管弦樂而做的鄙歌“搖籃曲變奏”（第三號）》（管弦楽のための鄙歌第3番「もりこうた変奏」）
- 《為管弦樂而做的鄙歌（第四號）》（管弦楽のための鄙歌第4番）
- 《“產土神”，為管弦樂與磁帶而作》（オーケストラとテープのための「うぶすな」，1962年）
- 《“風土四章”，為日本樂器與管弦樂而作》（和楽器と管弦楽のための組曲「風土四章」，1966年）
- 《“阿伊努人之歌”，為弦樂而作》（弦楽のための「アイヌの唄」）
- 《為器樂重奏而作的日本民謠集》（アンサンブルのための日本民謡集）
- 《“太神樂”，為銅管樂團而作》（吹奏楽のための「太神楽」）
- 《“花祭”，為銅管樂團而作》（吹奏楽のための「花祭り」）
- 《“琴瑟”，為銅管樂團而作》（吹奏楽のための「琴瑟」）

### 室內樂與器樂作品
- 《為日本樂器所作的四重奏，第一號》（和楽器のための四重奏曲第1番，1962年）
- 《為日本樂器所作的四重奏，第二號，“主題與變奏”》（和楽器のための四重奏曲第2番「主題と変奏」，1968年）
- 《“產土神”，為箏與日本樂器而作》（箏と和楽器による「うぶすな」）
- 《“籠目”變奏曲，為鋼琴而作》（かごめ変奏曲）

### 聲樂
- 混聲合唱《誕生祭》（混声合唱のための「誕生祭」）
- 混聲合唱《一月的祭典》（混声合唱曲「一月の祭典」）
- 女聲合唱《三首童謠》（女声合唱曲「三つのわらべ唄」）

### 校歌
- 石城市立小川小学校（草野心平）
- 石城市立小川中学校（草野心平）
- 福島工業高等專門學校（草野心平）
- 前橋育英高等學校（草野心平）
- 城西大學（草野心平）